# Седыкин, Фёдор Владимирович
Фёдор Влади́мирович Седы́кин (1927—1982) — советский государственный деятель, учёный, педагог. Основатель известной в России научной школы электрохимических и комбинированных методов обработки материалов. Заместитель министра высшего и среднего специального образования РСФСР.

## Биография
Родился 8 июня 1927 года в деревне Желтиково Суворовского района Тульской области. Его отец был кузнецом. Семья, в которой было пятеро детей, жила бедно. С детства Фёдор мечтал о море, поэтому, окончив в 1944 году с золотой медалью Васильевскую среднюю школу, поступил на кораблестроительный факультет Одесского института инженеров морского флота. Однако завершить учёбу не удалось — время тогда было тяжёлое и поэтому он решил вернуться на родину.
Вернувшись на родину и став студентом Тульского механического института, сразу же включился в исследовательскую деятельность. А после учёбы в институте и окончив аспирантуру МВТУ им. Н. Э. Баумана, успешно защитив кандидатскую диссертацию.
1957 год — защита кандидатской диссертации.
1958 года — доцент кафедры «Технология машиностроения» Тульского механического института.
1961—1962 годы — стажировка в Массачусетском технологическом институте (США).
1970 год — ректор Тульского механического института . На здании главного корпуса ТулГУ, на фасаде размещена мемориальная доска Ф. В. Седыкина
1979 год — заместитель министра высшего и среднего специального образования РСФСР.
Умер 5 марта 1982 года. Похоронен в Москве на Новокунцевском кладбище.

## Научная деятельность
Будучи заведующим кафедрой производства машин и аппаратов, он организовал подготовку инженеров-механиков — специалистов по электрофизическим и электрохимическим методам обработки материалов. В 1976 г. в МВТУ им. Н. Э. Баумана (ныне МГТУ им. Н. Э. Баумана) была защищена первая в стране докторская диссертация, посвященная вопросам размерной электрохимической обработки (ЭХО) материалов.
Являлся членом ВАКа по машиноведению и машиностроению, членом Президиума ЦК профсоюзов высшей школы РСФСР. Успешно представлял отечественную науку за рубежом.
Автор около 150 научных работ, в том числе 8 монографий, 4 учебников, изобретений.

## Награды и звания
- орден Октябрьской революции
- орден Трудового Красного Знамени
- два ордена «Знак Почёта».
- Государственная премия СССР